# Trois départements et six ministères
Le système des trois départements et six ministères (chinois traditionnel : 三省六部) était l'élément central de l'administration dans la Chine impériale. Ce système se dessine d'abord sous la dynastie des Han occidentaux (206 av. J.-C. - 24 apr. J.-C.), entre officiellement en fonction sous la dynastie Sui (589-618), et prend toute sa valeur sous la dynastie Tang (618–907). Le système remplace celui des trois seigneurs et neuf ministères qui avait prévalence sous la dynastie Qin (221-206 av. J.-C.). Les trois départements sont le secrétariat (chinois traditionnel : 中書省), la chancellerie (chinois traditionnel : 門下省), et le département des affaires d'État (chinois traditionnel : 尚書省).
Au sommet de l'organigramme se pose l'Empereur, les « directeurs » de chaque département (chinois traditionnel : 省 ; pinyin : shěng) sont responsables devant lui, avec :
- Le secrétariat (chinois traditionnel : 中書省), organe politique, conçoit les réformes et les décrets impériaux en fonction de la volonté politique du moment ;
- La chancellerie (chinois traditionnel : 門下省), organe de conseil, relit et vérifie que les réformes ne contiennent pas d'éléments contradictoires avec la volonté politique générale ou avec la situation de l'Empire ;
- Le département des affaires d'État (chinois traditionnel : 尚書省) doit faire appliquer les décrets validés ; ce ministère-clef comprend six divisions (chinois traditionnel : 部 ; pinyin : bù) : 
  - le ministère du Personnel (chinois traditionnel : 吏部),
  - des Revenus (chinois traditionnel : 戶部),
  - des Rites (chinois traditionnel : 禮部),
  - de la Guerre (chinois traditionnel : 兵部),
  - de la Justice (chinois traditionnel : 刑部)
  - et des Travaux (chinois traditionnel : 工部)[1].

## Les trois départements
Les trois directeurs de département étaient connus sous le titre de chancelier, étant tous trois juste en dessous de l'empereur en termes de rang et pouvoir décisionnel. Ces trois chanceliers sont les collaborateurs immédiats de l'Empereur, ses yeux, ses oreilles, ses éminences grises.

### Chancellerie et Secrétariat
La chancellerie et le secrétariat étaient les très proches collaborateurs de l'empereur, les éminences grises dessinant avec lui les lois qui sculpteront l'avenir social, économique, et militaire de l'Empire. Leur rôle est purement abstrait, imaginant des solutions, des lois, des stratégies, des budgets, des projets répondant aux grands besoins de l'Empire.
Dans ce jeu, le secrétariat (chinois : 中書省) est un organe politique qui conçoit ces plans, ces réformes, et les formule sous forme de proposition de décrets impériaux en fonction de la volonté politique et des besoins (connus) du moment. De son côté, la Chancellerie (chinois : 門下省) est un organe « de conseil », moralisateur et limitant, il relit et vérifie que les réformes proposées ne contiennent pas d'éléments contradictoires avec la volonté politique générale ou avec la situation de l'Empire. La chancellerie est parfaitement placée pour refuser des projets trop ambitieux (construction de palais, expédition militaire) et même pour adresser des remontrances à l'Empereur… s'il est apte à les accepter.
L'empereur reste en possession du choix final : 
- il peut court-circuiter le tout en édictant directement (seul) des décrets[3] ;
- il peut passer outre aux conseils de la chancellerie, et lancer des actions coûteuses malgré son opposition farouche.

### Le département des affaires d'État et ses six ministères
Le département des affaires d'État est responsable de l'application réelle sur le terrain immense qu'est l'Empire. C'est le département des affaires d'État qui engage, forme, guide, contrôle, paye, l'ensemble des fonctionnaires impériaux à travers l'Empire. Cette tache immense et complexe est divisé en six ministères gérant un aspect des problématiques concrètes que pose la maintenance de l'Empire.
À l'intérieur du département des affaires d'État, les six ministères étaient les organes d'administrative direct, chaque ministère étant dirigé par un ministre (尚書) et au plus deux vice-ministres (侍郎).
- le ministère du Personnel (吏部) a la charge de nommer, noter, promouvoir et démettre les officiels civils, ainsi que de remettre les titres honorifiques[4] ;
- le ministère des Revenus (戶部) a la charge de recueillir des données de recensement, de collecter l'impôt, de gérer les revenus de l'État. Deux bureaux de monnaie lui étaient subordonnés[5].
- le ministère des Rites (禮部) a la charge des cérémonies officielles, des rites, et des sacrifices ; il supervise également la création de registres pour les prêtres bouddhistes et daoistes ainsi que l'accueil des ambassades provenant des pays vassaux (payant un tribut symbolique)[6].
- le ministère de la Guerre (兵部) a la charge de nommer, promouvoir et démettre les officiels militaires, entretenir les installations, équipement et armes ainsi que le système de messagerie impériale[7]
- le ministère de la Justice (刑部) a la charge des systèmes judiciaires et pénaux locaux (il n'a pas de contrôle sur le Secrétariat qui conçoit les lois)[8]
- le ministère des Travaux (工部) a la charge des projets de constructions publiques, les projets d'entretien des routes et des canaux, d'engager des artisans et des ouvriers pour ces travaux temporaires, et de la fabrication d'équipements spécifiques (armes, artisanat de qualité pour la Cour impériale, etc.), la standardisation (et contrôle) des poids et mesures, et la gestion des ressources des régions, par exemple en organisant des transports de grain d'une région en surproduction, vers une région en demande, ou par le stockage dans les greniers à grain, etc.[8].

## Histoire
L'origine des trois départements et six ministères peut être retracée jusqu'à la dynastie Han (206 av. J.-C. –220 apr. J.-C.). La dynastie Han adoptant le système dit des trois seigneurs et neuf ministères sous la surveillance du chancelier à la tête de tous les officiers civils. Après l'Empereur Wudi (156–87 av. J.-C.), le chancelier perd peu à peu de son rôle.
Le royaume de Wei restaure un proto-système des Trois Départements et Six Ministères, qui sera repris et renforcé par les Sui, puis par les Tang.